# Карельская Деревня
Каре́льская Дере́вня (карел. Karjalaine Kylä) — посёлок в Прионежском районе Республики Карелия. Административно входит в состав Шуйского сельского поселения.

## Общие сведения
Посёлок расположен на восточном берегу озера Кончезера.

## История
Строительство посёлка началось в 2003 году.
22 февраля 2008 года Постановлением Законодательного Собрания Республики Карелия № 800-IV ЗС «О присвоении наименования географическому объекту — вновь возникшему населённому пункту на территории Республики Карелия» одобрено предложение Совета Прионежского муниципального района о присвоении наименования посёлку Карельская Деревня в память о существовавшей в составе Намоево-Кончезерского общества Шуйской волости Петрозаводского уезда Олонецкой губернии деревни Корельская.
30 марта 2009 года Постановлением Правительства Российской Федерации № 264 «О присвоении наименований географическим объектам в Республике Карелия, Алтайском крае, Ивановской области и переименовании географического объекта в Краснодарском крае» посёлку было присвоено наименование Карельская Деревня.

## Население
| 2010 | 2013 |
| ---- | ---- |
| 12   | ↗14  |

## Улицы
- Береговая улица